# Братоножичи
Братоножичи са родова общност в Зетска нахия на Черна гора. Населяват територия между Морача, Мала река и Църна планина. В началото на 20 век наброяват 400 домакинства. Упоменати са за първи път през 1455 година, като поселници в района на Горна Зета.